# Gesetz über Arbeitsvermittlung und Arbeitslosenversicherung
Das Gesetz über Arbeitsvermittlung und Arbeitslosenversicherung (AVAVG) vom 16. Juli 1927 wurde am 7. Juli 1927 vom Deutschen Reichstag mit 355 gegen 47 Stimmen bei 15 Enthaltungen und 3 ungültigen Stimmen verabschiedet und trat am 1. Oktober des Jahres in Kraft. Es stellt den im europäischen Vergleich späten Beginn einer Arbeitslosenversicherung in Deutschland dar. Nach dem Zweiten Weltkrieg knüpfte man daran an und versuchte 1957 mit einer Großen Novelle des AVAVG den Zustand vor der Zeit des Nationalsozialismus wiederherzustellen. Erst 1969 wurde dieses Gesetz durch das Arbeitsförderungsgesetz (AFG) abgelöst, das der Arbeitsverwaltung in der Bundesrepublik eine neue Rechtsgrundlage gab.

## Zweck
Das Gesetz löste in der Geschichte der Sozialversicherung in Deutschland die provisorische Regelung der Erwerbslosenfürsorgeverordnung im Rahmen der Kriegsfürsorge ab und schuf einen echten Rechtsanspruch auf Arbeitslosenunterstützung. Mit diesem Gesetz wurde zudem die Reichsanstalt für Arbeitsvermittlung und Arbeitslosenversicherung geschaffen, die der Vorläufer der heutigen Bundesagentur für Arbeit war. Der erste Präsident der Anstalt wurde Friedrich Syrup.